# ʿAbd al-Halīm Muhammad Abū Schuqqa
ʿAbd al-Halīm Muhammad Abū Schuqqa (arabisch عبد الحليم محمد أبو شقة, DMG ʿAbd al-Ḥalīm Muḥammad Abū Šuqqa, auch: Abd Al-Halim Abu Shuqqah, Abd al-Halîm Aboû Chouqqa, Abdel Halim Abu Shoqqa, Abdel Halim Mohamed Ahmed Abu Shaqqa; geb. 28. August 1924, Kairo, Ägypten; † 6. Oktober 1995) war ein ägyptischer islamischer Rechtsgelehrter. Sein wichtigstes Werk war die Enzyklopädie zur Befreiung der Frau im Zeitalter der Risāla (Encyclopédie de la Femme en Islam). Das Werk wurde ins Französische übersetzt von Claude Dapac.

## Leben

### Jugend und Bildung
Abd al-Halim Muhammad Abu Schuqqa wurde am 28. August 1924 (Islamischer Kalender: 28. Muharram 1343) im Jamalia-Viertel in Kairo in einer konservativen ägyptischen Familie geboren. Er hatte fünf Geschwister und erhielt seine Schulbildung in Kairo. 1938 (1356 AH) erhielt er den Abschluss der Grundschule Shubra Amiriya School. Als Sekundarschule besuchte er die Al-Tawfikiya-Schule und ging schließlich an die Universität Fu'āds I., wo er an der Fakultät der Künste im Fachbereich Geschichte studierte.
Abu Schuqqas Bildung wurde von zahlreichen Elementen beeinflusst. Ein erster Einfluss war sein Wohnort in der Nähe einer kleinen Moschee eines islamischen Vereins und seine Beteiligung an den Aktivitäten des Vereins, der sich mit muslimischer Erziehung befasste. Während seines Studiums in Kairo traf er zwei syrische junge Männer, die in Kairo studierten, und er lernte Scheich Khader Hussein kennen, einen ehemaligen Scheich von al-Azhar, ein Tunesier (dessen Familie aus Algerien stammt), hatte einen Rat, in dem er Vorträge hielt und verschiedene religiöse und pädagogische Gespräche führte. Abu Schuqqa lernte auch den Richter Ahmed Shaker (أحمد شاكر‎) kennen, einen Richter (Imam) und Schriftsteller, der sich für die Arabische Sprache und Poesie interessierte, wodurch er die Bedeutung der Sprache und die Hauptaufgabe der Erziehung für die Bildung der Mernschen kennenlernte. Er lernte auch Moheb Al-Din Al-Khatib (محب الدين الخطيب‎) kennen, den Inhaber des al-Fath-Magazins (مجلة الفتح‎), eines offenen Magazins für religiöse Politik.
Darüber hinaus besuchte Abu Schuqqa eine Reihe von Gesellschaften wie die Scharia-Vereinigung (الجمعية الشرعية‎ al-Ǧamʿiyya aš-Šarʿiyya), die Salafi-Schule (المدرسة السلفية‎ al-Madrasa as-Salafiyya), die Sufi-Schule (المدرسة الصوفية‎ al-Madrasa aṣ-Ṣūfiyya), die Hizb at-Tahrir al-Islami (حزب التحرير الإسلامي ‎ Ḥizb at-Taḥrīr al-Islamī) und die Muslim-Bruderschaft (الإخوان المسلمين‎ al-Iḫwān al-Muslimīn). Diese vielen Eindrücke hatten großen Einfluss auf seine eigene Tätigkeit in der Muslimbruderschaft. Er war für alle offen, die ruhig diskutierten, debattierten und nachdachten. Auch Scheich Hasan al-Bannā sprach viel über die Notwendigkeit von Bildung und seine Dialoge beruhten auf wissenschaftlichen Grundlagen. Auf diese Weise sammelte und studierte Abu Shuqqah viele pädagogische und agitatorische Erfahrungen.
Von den beiden Syrern erwarb er nicht nur viele Erfahrungen, sondern begleitete sie auch bei verschiedenen religiösen Veranstaltungen, Nachtgebeten, individueller Anbetung und Meditation.

### Bildung und Politik
In den späten 1940er Jahren beschäftigte sich Abu Schuqqa mit Fragen des Denkens und der Erziehung und sprach über die Gefahr, auf Kosten des Denkens und der Erziehung politisch zu arbeiten. Er ging auf Strömungen von Extremismus, Militanz und Gewalt ein. Mit einigen seiner Freunde gründete er die „Bibliothek des muslimischen Jugendkomitees“ (مكتبة لجنة الشباب المسلم؛‎ Maktabat Laǧnat aš-Šabāb al-Muslimī), um Bücher und Briefe zu veröffentlichen. Obwohl dieser Verlag nur für einige dieser Gruppen ein Projekt war, welches sie finanzierten und leiteten, wurde der Name „Muslimisches Jugendkomitee“ allgemein verwendet. Zu der Gruppierung gehörten siebzig Personen. Die Bibliothek wurde verboten und die Schriften Mitte der Fünfziger-Jahre beschlagnahmt. Abu Schuqqa wurde 1953 verhaftet, als er als Lehrer an der Mädchenhochschule arbeitete.
Nach Ende der Haft dachte Abu Schuqqa daran, Ägypten zu verlassen. Seine jüngere Schwester hatte einen der beiden Syrer geheiratet und war nach Syrien ausgewandert. Er folgte ihr. Ein Jahr lang arbeitete er am Arabischen Islamischen Institut in Damaskus. In den Ferien kehrte er zurück, verlobte sich und reiste nach Syrien, um das Semester abzuschließen. Dann kehrte er nach Ägypten zurück, heiratete und wurde an eine Mädchenschule (مدرسة بنات ببورسعيد‎ Madrasat Banāt bi-Būrsaʿīd) in Port Said berufen, wo er ein Jahr blieb, jedoch wieder festgenommen wurde. Nach der Freilassung kehrte er nach Port Said zurück. Nach dem Ende des Schuljahres kam es zu Ereignissen, die ihn dazu brachten, Ägypten zu verlassen und mit seiner Familie nach Syrien zu ziehen. 1955 (1374 AH) zog er dann weiter nach Katar, wo er für fast zwölf Jahre als Lehrer, Agent und Schulleiter in verschiedenen Schulen wirkte. Im Sommer 1965 (1384 AH) wurde er während eines Besuchs in Ägypten für mehrere Monate festgenommen und erst auf Drängen der Regierung von Katar entlassen. Er kehrte nach Katar zurück, wo er als Direktor an weiterführenden Schule arbeitete.

### Propheten-Biographie
In den 1950er Jahren, während seines Aufenthalts in Katar, plante Abu Schuqqa eine Studie über die Biografie des Propheten Mohammed zu verfassen, aufgebaut auf den Berichten in Koran und Sunna. Er hatte die Entdeckung gemacht, dass das Leben Mohammeds nicht der Sunna entsprach. Nachdem er in der Bibliothek der Schule gearbeitet hatte, blieb er zu Recherchen nach dem Abendgebet (Maghrib) in der Bibliothek. Bei der Durchsicht der Bände der Sunna war er überrascht von praktischen Gesprächen über die soziale Situation und Lebensweise in der Zeit des Propheten. Er sah, wie die Interaktion zwischen Männern und Frauen in verschiedenen Lebensbereichen verlief, und arbeitete den großen Unterschied zwischen den in der Zeit des Propheten angewandten Bräuchen und den in der heutigen Gesellschaft gängigen Bräuchen heraus. Daraufhin beschloss Abu Schuqqa, die Sunna detaillierter zu studieren und sie zeitgemäß zu interpretieren.
In dieser Phase seines Lebens verbrachte Abu Schuqqa die meisten seiner Sommerferien mit Besuchen in Syrien, um dort seine Schwester zu besuchen, wo er auch die Vorträge von Scheich Nasser al-Din al-Albani hörte. Das war ein Wendepunkt seiner Studien zur Biographie des Propheten und über die Rolle der Frau, ihrer Tätigkeit und ihres Status in der Zeit des Propheten, und wie sie befreit und geehrt wurde und Rechte erlangt hatte.
Er begann die Bücher der Sunna zu exzerpieren. Zwanzig Jahre verbrachte er mit einem ausführlichen Studium von Koran, Hadithen und Kommentaren. Daraus entstand die Enzyklopädie der Befreiung der Frau in der Ära des Propheten in acht Bänden. Zu seinen Lebzeiten wurden sechs Bände vollendet. Die letzten beiden wurden von seinem Freund Muhammad Al-Mahdi Al-Badri fertig gestellt.
Abu Schuqqa verließ Katar nach Kuwait, wo er mit einem Freund eine lukrative Stellung erhielt. Sein Freund entschied sich jedoch, Kuwait wieder zu verlassen. Abu Schuqqa wurde Leiter der Institution und änderte deren Namen in Dar al-Qalam. Dann beschloss er, sich mit einigen speziellen Forschungen zu beschäftigen, in denen er sich auf die Methode des islamischen Denkens und ihre Entwicklung, das Verhältnis des Geistes zum Transport und die Rolle des Erbes in der Methode des islamischen Denkens konzentrierte.
Abu Schuqqa rief auf zum islamischen Dialog mit Säkularen und Marxisten und schlug verschiedene Möglichkeiten vor, um aus der Krise des muslimischen Denkens herauszukommen. Die vielleicht wichtigste davon ist der Dialog zwischen der Zivilisation des Islam und anderen Zivilisationen und dem inner-islamischen Dialog, sowie Dialog mit dem säkularen Islam, um die anderen Ideen kennenzulernen und soziale Anpassung zu ermöglichen, sowie Sozialreformen.
Als sich Abu Schuqqa in Kuwait niederließ, gab er eine intellektuelle Zeitschrift, das Magazin des „zeitgenössischen Muslim“ heraus. Die Zeitschrift sollte eigentlich bei Gamal Attia im Libanon herausgegeben werden.
Nachdem Abu Schuqqa nach Ägypten gezogen war, setzte er dort seine intellektuelle Arbeit fort und veranstaltete Seminare, Konferenzen und intellektuelle Treffen. Er bemühte sich um Dialog und war daran interessiert, Jugendliche zu treffen, mit ihnen zu sprechen und ihre Fragen zu beantworten.

## Werke
- Encyclopédie de la femme en Islam: la femme dans les textes du Saint Coran et des Ṣaḥīḥ dʼal-Boukhārī et Mouslim. 2000 and 2007 in French.
- Taḥrīr al-marʼah fī ʻaṣr al-risālah: dirāsah ʻan al-marʼah jāmiʻah li-nuṣūṣ al-Qurʼān al-karīm wa-Ṣaḥīḥay al-Bukhārī wa-al-Muslim 1999 and 2011 in Arabic and held
- Encyclopédie de la femme en Islam. La femme dans les textes du Saint-Coran et des Sahîh d'al-Boukhârî et Mouslim. 1998 and 2005 in French.
- Kebebasan wanita 1998 in Malay
- La participation de la femme musulmane à la vie de la société. 1998 and 2000 in French[2]